# Hołowno (Polska)
Hołowno – wieś w Polsce, położona w województwie lubelskim, w powiecie parczewskim, w gminie Podedwórze.
W latach 1954–1957 wieś należała i była siedzibą władz gromady Hołowno, po jej zniesieniu w gromadzie Podedwórze. W latach 1975–1998 miejscowość należała administracyjnie do województwa bialskopodlaskiego.
Wieś stanowi sołectwo w gminie Podedwórze. Według Narodowego Spisu Powszechnego z roku 2011 wieś liczyła 200 mieszkańców.
Na miejscowym cmentarzu komunalnym znajduje się m.in. mogiła żołnierzy Armii Czerwonej.
Wierni Kościoła rzymskokatolickiego należą do parafii Podwyższenia Krzyża Świętego w Podedwórzu.